# Hejtman (rybník na Koštěnickém potoce)
Rybník Hejtman se nachází na okraji městyse Chlum u Třeboně v okrese Jindřichův Hradec.

## Popis a historie
Rybník založil v roce 1554 Mikuláš Ruthard z Malešova. Je známé i jméno hlavního Ruthardova měřiče, kterým byl Florián Pravětický z Radvanova.
Maximální hloubka je 6 metrů, rozloha 82 ha. Rybník má písečné dno.
Osou celého rybníka je Koštěnický potok, původně zvaný jako Hoštěnice, Hoštice. Ten přitéká ze staršího Staňkovského rybníka.
Hráz je v koruně dlouhá necelý půl kilometr. Je mohutná a vyčnívá nad parkem chlumeckého zámku, který leží na jihozápad od rybníka. Proti vstupní bráně zámku stojí na hrázi barokní sochy světců, sv. Jana Nepomuckého a sv. Anny. Přepadová vana prošla rekonstrukcí v 70. letech 20. století.
Hejtman má dvě ramena. Severní vede skoro 3 km pod Staňkovský rybník, kratší směřuje na východ, k osadě Na Chalupách. Zde do něj ústí přes malý rybník Vydýmač vodoteč, která přitéká z Rakouska, z rybníka Brabergteich.
Okolí rybníka lemují převážně louky. Jen na východním břehu severního ramene je les. Okolí je také známé jako rekreační oblast, na obou březích je mnoho autokempů a tábořišť. Daří se zde sportovnímu rybolovu, zejména lovu kapra, lína, ale i dravých ryb.
Nedaleko pláže na jižním břehu je ostrůvek, na který lze po dřevěné lávce dlouhé asi 90 m dojít suchou nohou.
K obdivovatelům rybníka Hejtman patřilo mnoho spisovatelů, např. František Hrubín (situoval sem svou Srpnovou neděli, Antonin Sova, Karel Konrád, Gabriela Preissová, Karel Matěj Čapek-Chod, i hudebních skladatelů – Oskar Nedbal, Karel Boleslav Jirák nebo Vítězslav Novák, který zde v roce 1937 dokončil svou Jihočeskou suitu.

## Fotogalerie

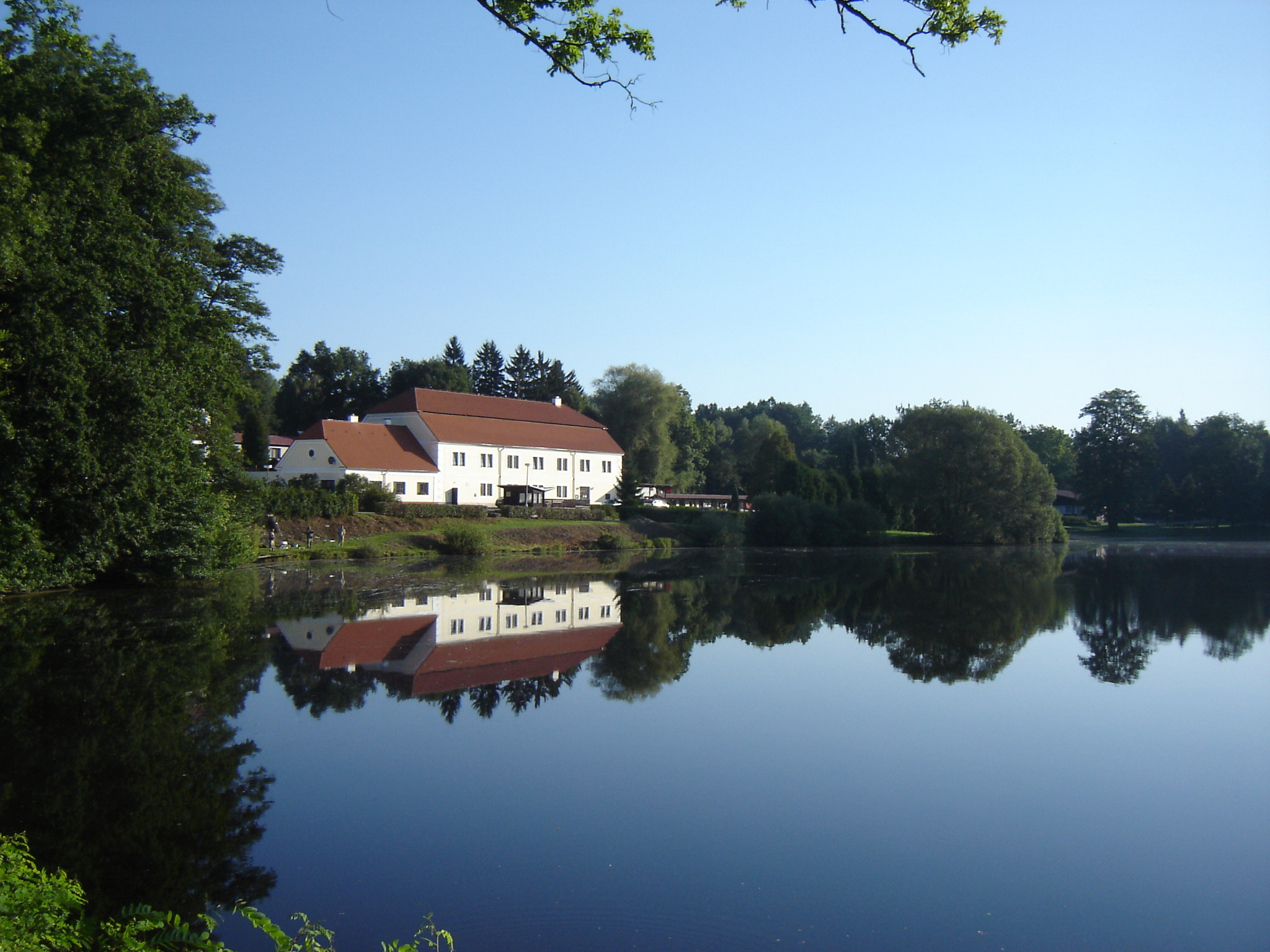
Hejtman z hráze
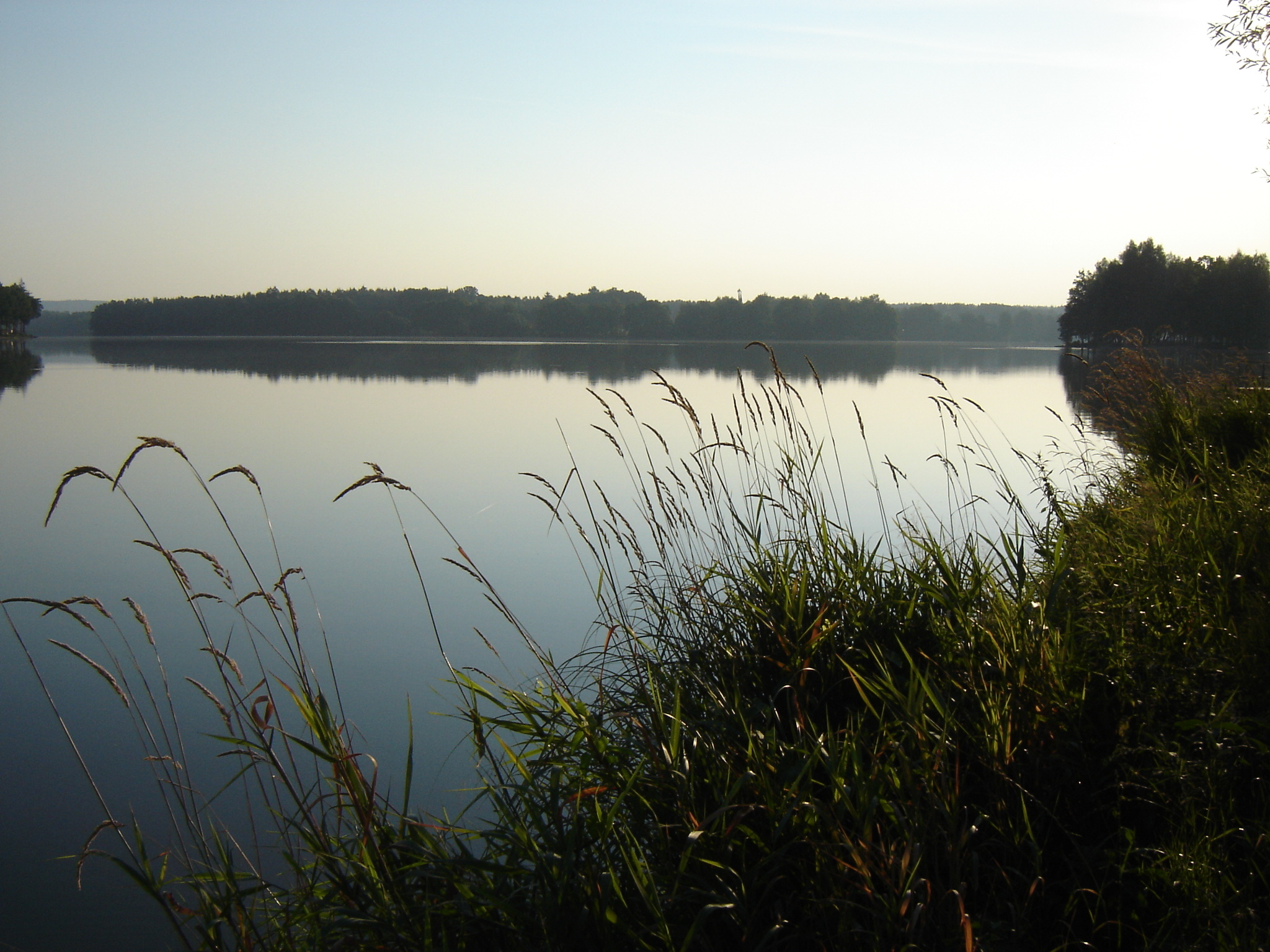
Hejtman v rákosí
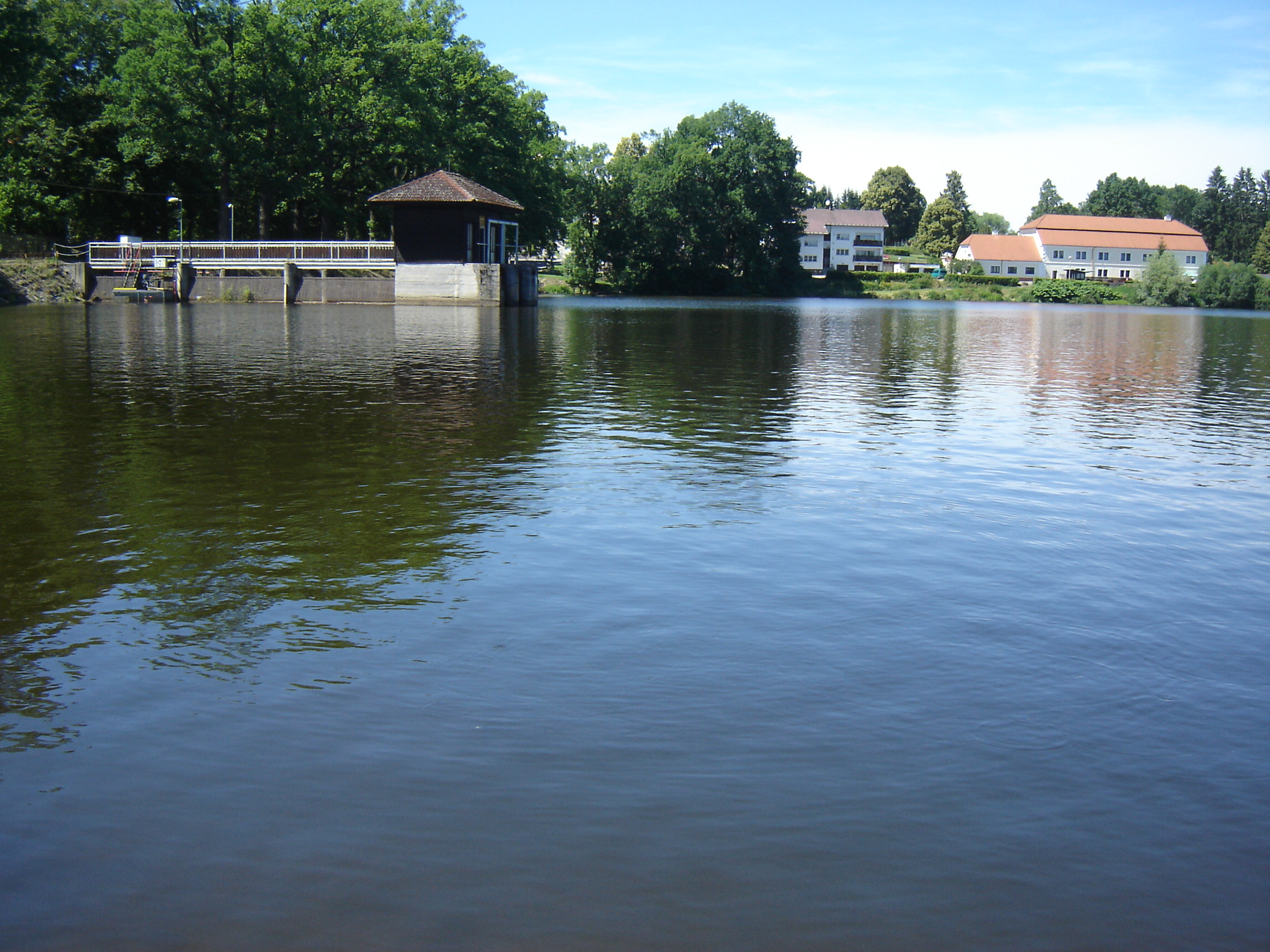
Hejtman z hlavní silnice
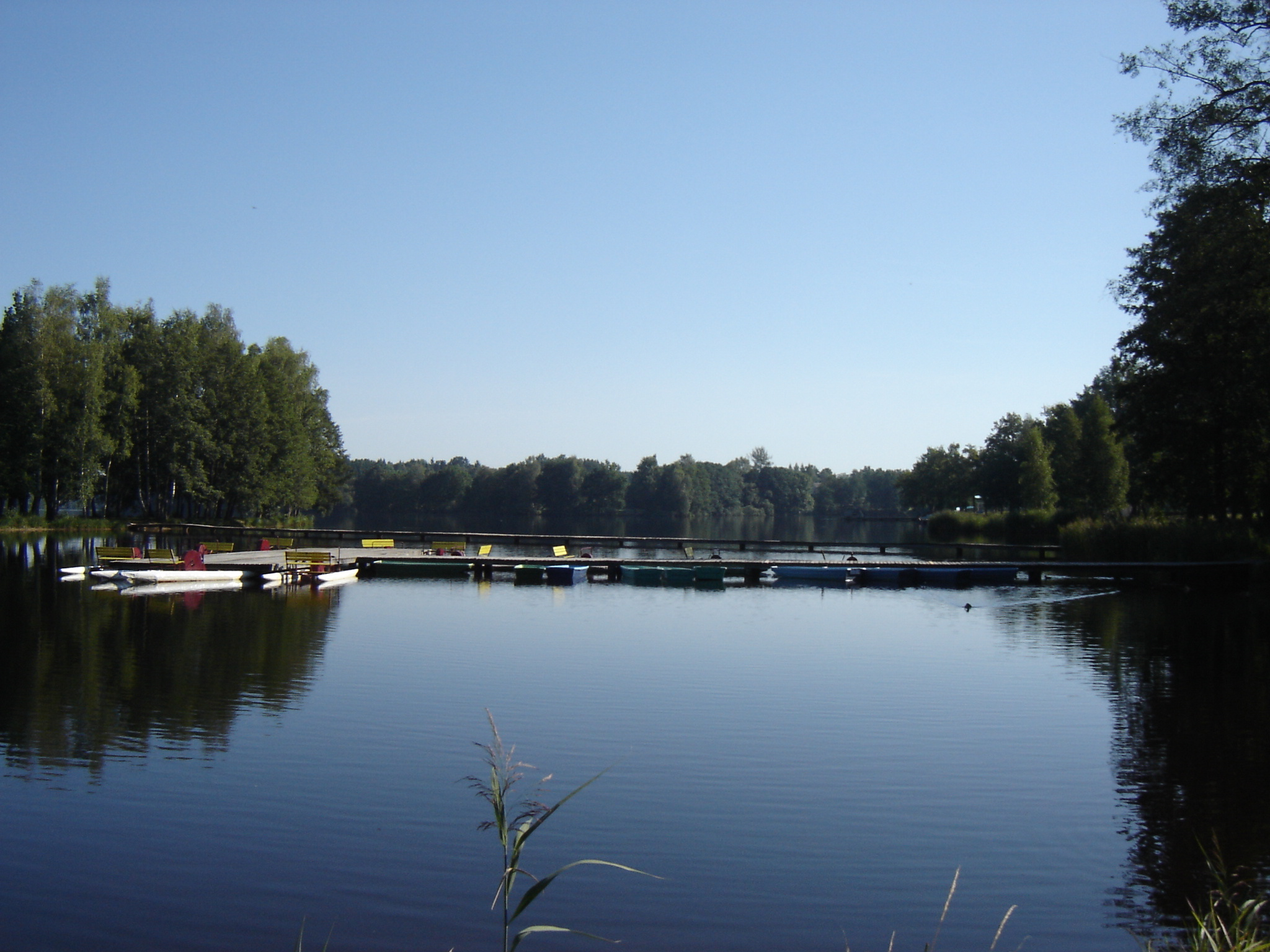
Dřevěná lávka na ostrůvek
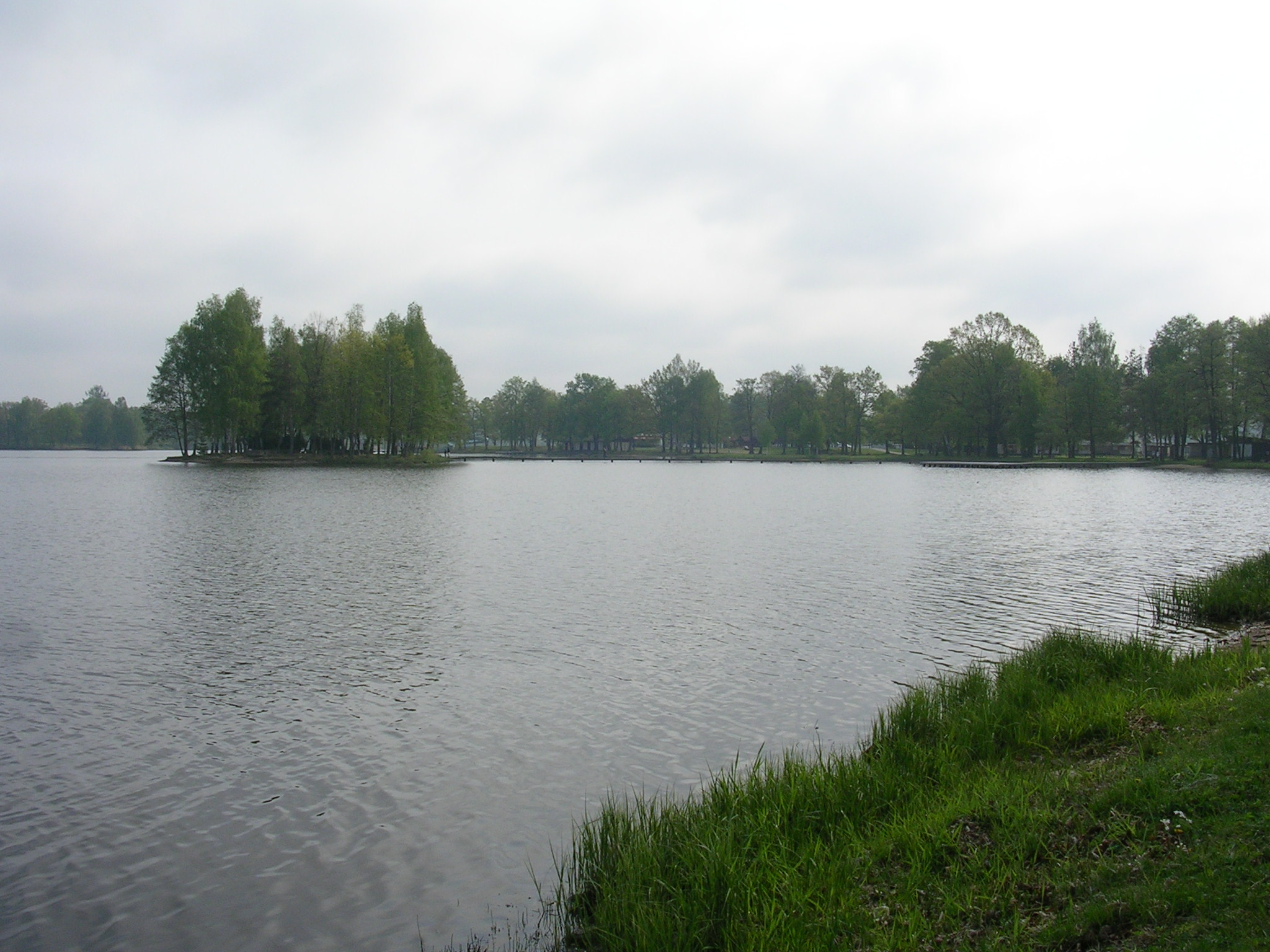
Ostrůvek v rybníku
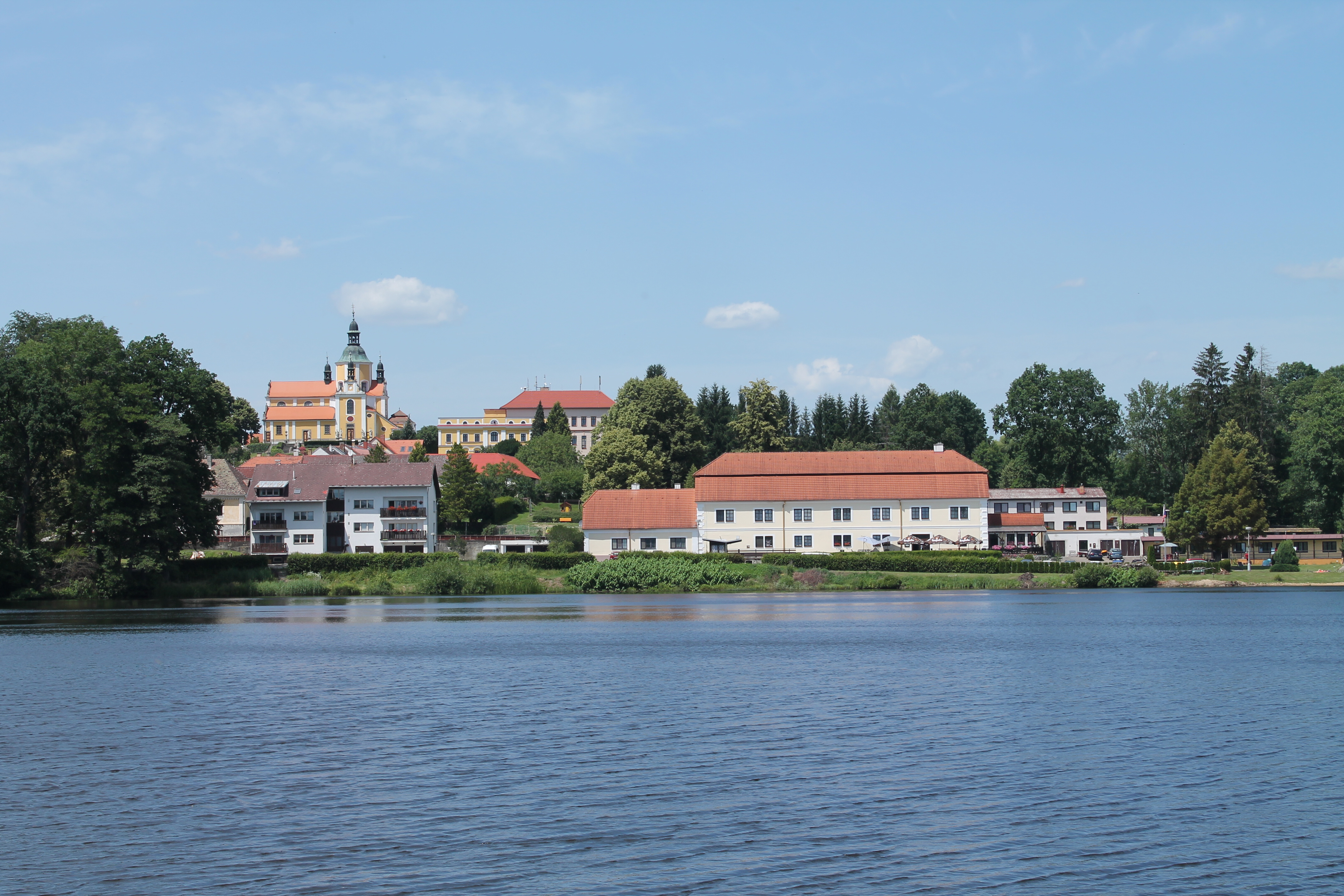
Centrum Chlumu s kostelem
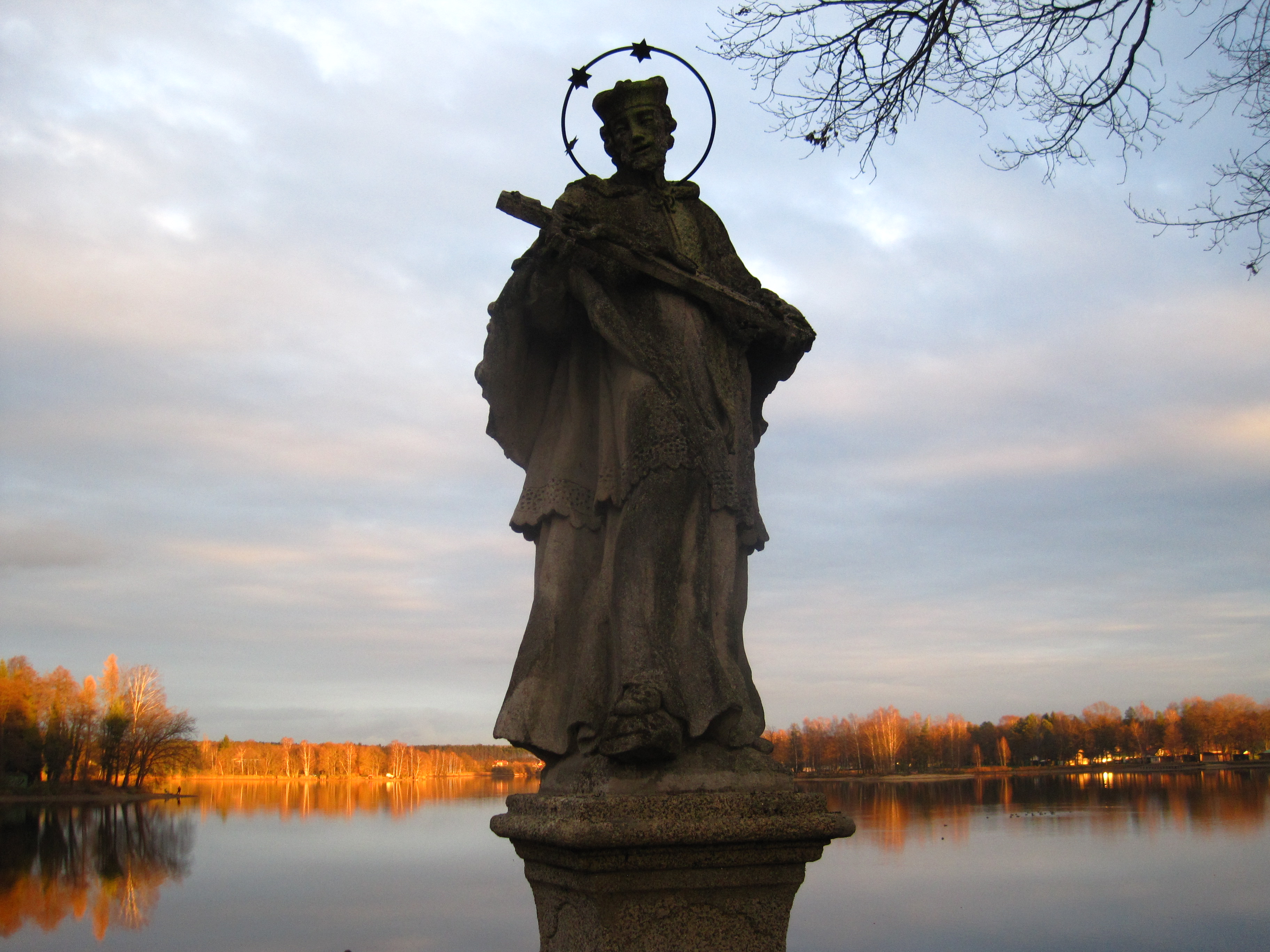
Socha sv. Jana Nepomuckého na hrázi
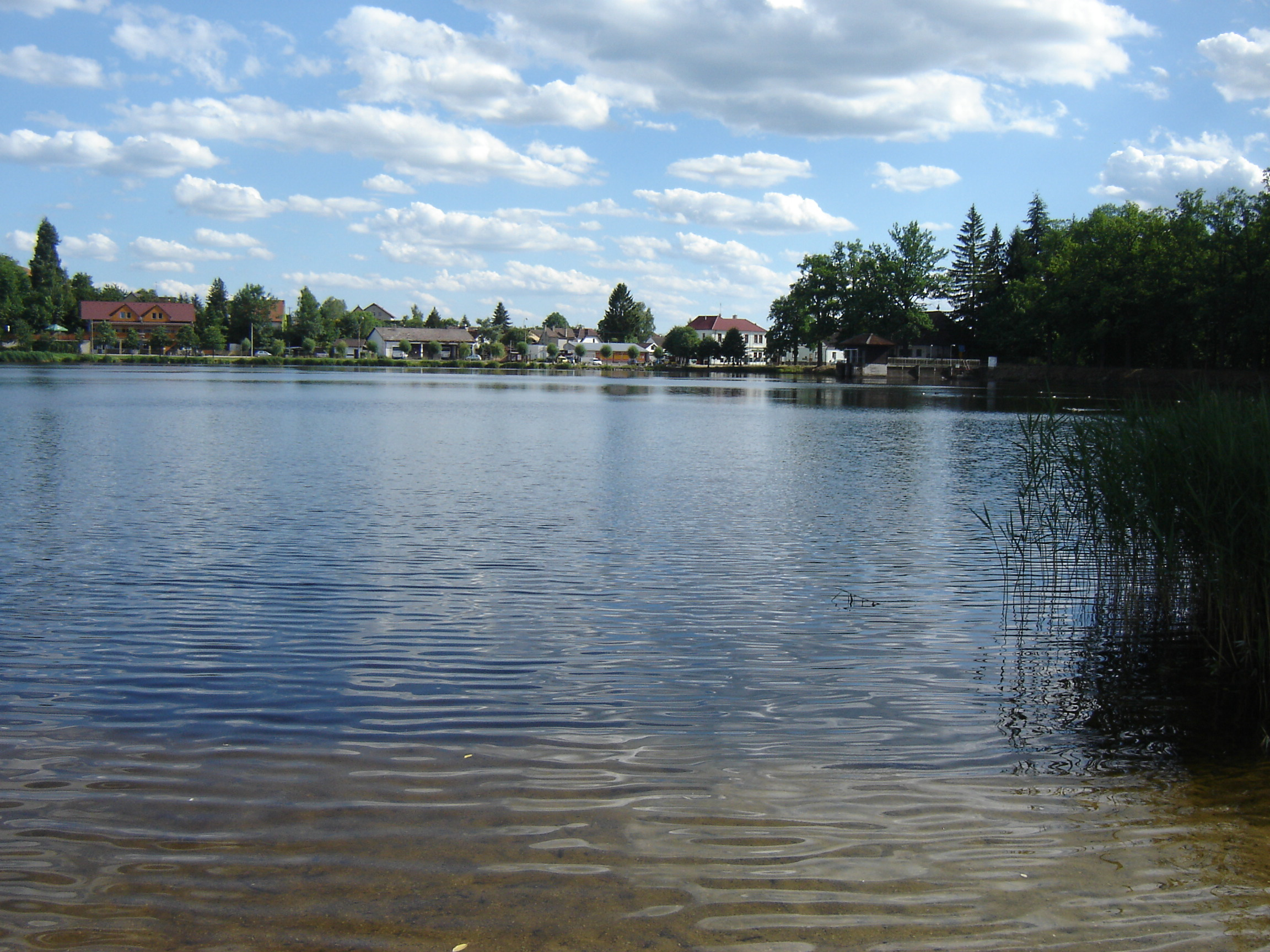
Hejtman z pláže
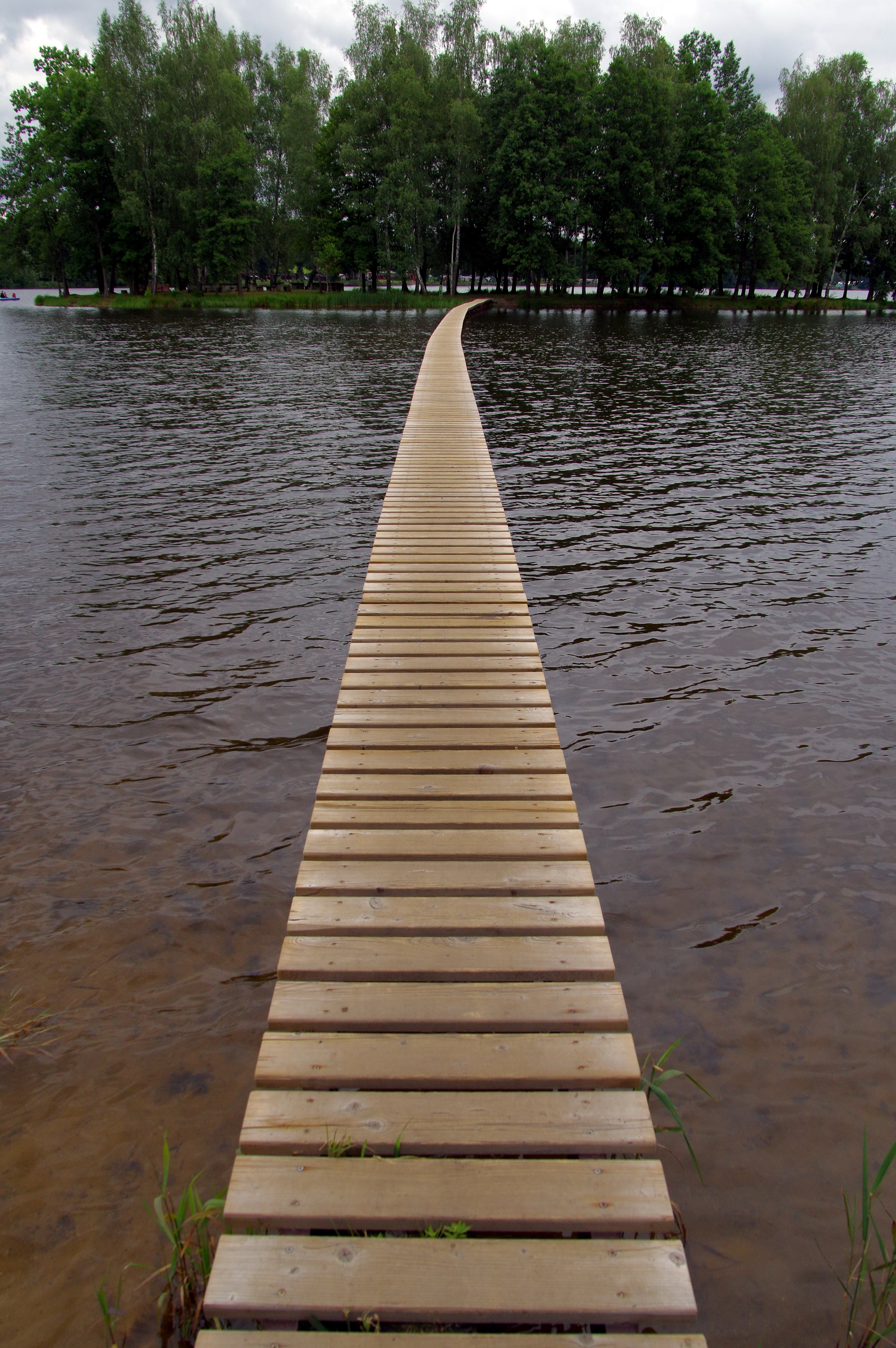
Lávka na ostrůvek rybníka Hejtman
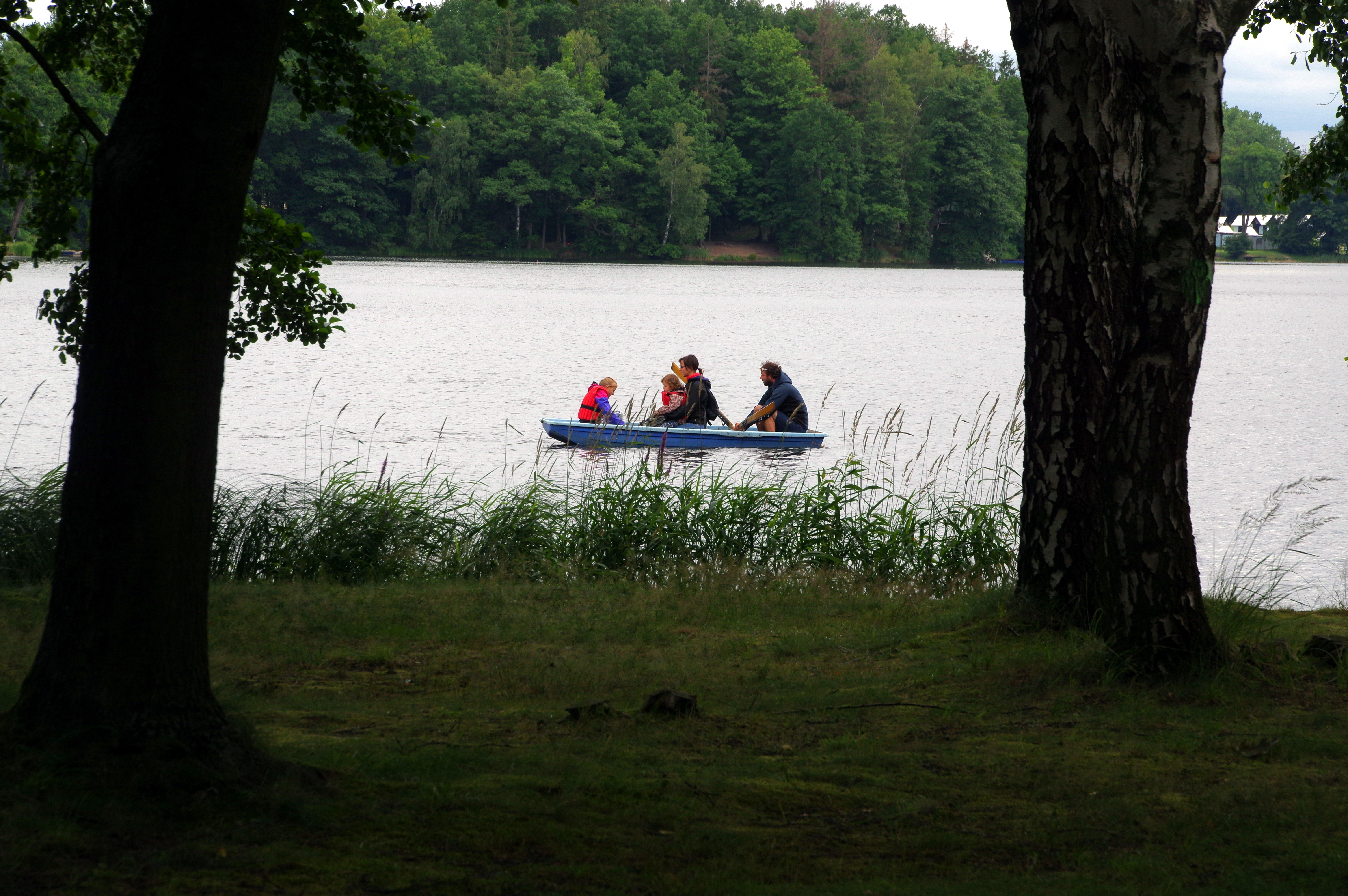
Loďky a koupání